# Werner Wolf (Politikwissenschaftler)
Werner Wolf (* 1945) ist ein deutscher Politikwissenschaftler und Publizist.
Wolf studierte Politikwissenschaft, Geschichte und Germanistik an den Universitäten Würzburg und Wien und wurde 1972 an der Philosophischen Fakultät der Würzburger Universität mit der Dissertation Südtirol in Österreich. Die Südtirolfrage in der österreichischen Diskussion von 1945–1969 zum Dr. phil. promoviert. Zu seinen akademischen Lehrern zählt er Walter Grottian (der bereits 1968 verstarb) und Friedrich August Freiherr von der Heydte, der die Arbeit anregte.
Von 1972 bis 1984 war Wolf wissenschaftlicher Referent bei der CDU-Fraktion im Hessischen Landtag in Wiesbaden und beriet lange die CDU Hessen unter dem damaligen Landesvorsitzenden Alfred Dregger. Von 1984 bis 1991 war er Ständiger Vertreter bzw. Direktor der Hessischen Landeszentrale für politische Bildung. Später wurde er Geschäftsführer und Senior Consultant der Marketing-Agentur Cicero – Gesellschaft für Werbung und Kommunikation mbH in Wiesbaden. Außerdem war er von 2012 bis 2015 Geschäftsführer der financial education services GmbH in Starnberg bei München. Als Publizist war er in Wiesbaden tätig.
Wolf war u. a. Mitglied des wissenschaftlichen Beirats beim Zentrum gegen Vertreibungen und ist seit 2017 Vorstandsmitglied der Ferdinand-Friedensburg-Stiftung.

## Schriften (Auswahl)
- Südtirol in Österreich. Die Südtirolfrage in der österreichischen Diskussion von 1945–1969. Holzner, Würzburg 1972.
- Der Wahlkampf. Theorie und Praxis. Verlag Wissenschaft und Politik, Köln 1980, ISBN 3-8046-8572-2.
- Wahlkampf und Demokratie. Verlag Wissenschaft und Politik, Köln 1985, ISBN 3-8046-8648-6 (2. Auflage 1990).
- Luftangriffe auf die deutsche Industrie 1942–45. Universitas, München 1985, ISBN 3-8004-1062-1.
- (Hrsg.): CDU Hessen 1945–1985. Politische Mitgestaltung und Kampf um die Mehrheit. Verlag Wissenschaft und Politik, Köln 1985, ISBN 3-8046-8668-0.
- (Hrsg.): Trümmer, Tränen, Zuversicht. Alltag in Hessen 1945–1949 (= Die Hessen-Bibliothek). Insel-Verlag, Frankfurt am Main 1986, ISBN 3-458-14523-0 (auch erschienen als Sonderausgabe der Hessischen Landeszentrale für politische Bildung).
- mit Antonio Peter (Hrsg.): Als es mit der Freiheit zu Ende ging. Studien zur Machtergreifung der NSDAP in Hessen (= Hessen in Geschichte und Politik. Bd. 3). Hessische Landeszentrale für politische Bildung, Wiesbaden 1990, ISBN 3-927127-05-1.
- mit Anita Steinseifer-Pabst: Wahlen und Wahlkampf in der Bundesrepublik Deutschland (= Heidelberger Wegweiser). Decker und Müller, Heidelberg 1990, ISBN 3-8226-4789-6 (2. Auflage 1994).
- mit Günter Reichert, Dieter Weirich (Hrsg.): Alfred Dregger. Streiter für Deutschland. Ullstein, Berlin u. a. 1991, ISBN 3-550-07413-1.
- mit Bernd Heidenreich (Hrsg.): Der Weg zur stärksten Partei 1945–1995. 50 Jahre CDU Hessen. Verlag Wissenschaft und Politik, Köln 1995, ISBN 3-8046-8827-6.
- mit Eric Meyer: Politik für uns. Die Arbeit des Hessischen Landtags. Informationen für Schülerinnen und Schüler. 2. aktualisierte Auflage, Universum-Verlag, Wiesbaden 2009.